# Акаоґіїт
Акаоґіїт — рідкісний (IMA2007-058) мінерал, надщільна поліморфна модифікація діоксиду титану зі структурою типу бадделеїту. Хімічна формула TiO2. Названий на честь японського мінералога Масакі Акаоґі (Masaki Akaogi), професора кафедри хімії університету Гакусюїн у Токіо, Японія. Сингонія моноклінна.
Присутній у вигляді полікристалічних зерен розміром до 120 мкм. в біотиті, що складаються з незліченних хаотично орієнтованих частинок субмікронного розміру.

## Опис
У відбитому світлі яскраво-білий. Інтенсивні внутрішні рефлекси у яскравих синіх тонах. Більшість фізичних властивостей не визначено через малий розмір індивідів. Знайдений у імпактних брекчіях ударного метеоритного кратеру з компонентами графіт-алмазного фазового переходу, TiO2-поліморфом зі скрутинітовою структурою (TiO2-II), з розплавними включеннями жадеїту (у гранаті) та новим поліморфом FeTiO3.